# Manzanares el Real
Manzanares el Real ist eine Kleinstadt und eine Gemeinde (municipio) mit 9.550 Einwohnern (Stand: 2024) in der Autonomen Gemeinschaft Madrid im Zentrum Spaniens.

## Lage und Klima
Manzanares liegt an der Südflanke der Sierra de Guadarrama inmitten des Biosphärenreservates Cuenca Alta del Rio Manzanares am Ufer des Stausees von Santillana in einer Höhe von 910 m. Der Río Manzanares durchfließt die Gemeinde. Die Stadt Madrid ist knapp 50 km (Fahrtstrecke) in südlicher Richtung entfernt. Das Klima ist im Winter rau, im Sommer dagegen gemäßigt bis warm; Regen (ca. 475 mm/Jahr) fällt übers Jahr verteilt.

## Bevölkerungsentwicklung
| Jahr      | 1857 | 1900 | 1950 | 2000  | 2017  |
| Einwohner | 367  | 431  | 612  | 3.842 | 8.500 |

Vergleichsweise niedrige Grundstückspreise und Mieten haben in der zweiten Hälfte des 20. Jahrhunderts zu einem Zuzug von Menschen aus ländlichen Gegenden, aber auch aus dem Großraum Madrid geführt.

## Wirtschaft
Jahrhundertelang lebten die Bewohner des Ortes als Selbstversorger von der Landwirtschaft in der Umgebung; im Ort selbst siedelten sich auch Händler, Handwerker und Dienstleister aller Art an. Durch die Verbesserung der Infrastruktur im 20. Jahrhundert sind Geschäfte und Supermärkte entstanden. Seit den 1960er Jahren sind Einnahmen aus dem Tagestourismus und der Vermietung von Ferienwohnungen hinzugekommen.

## Geschichte

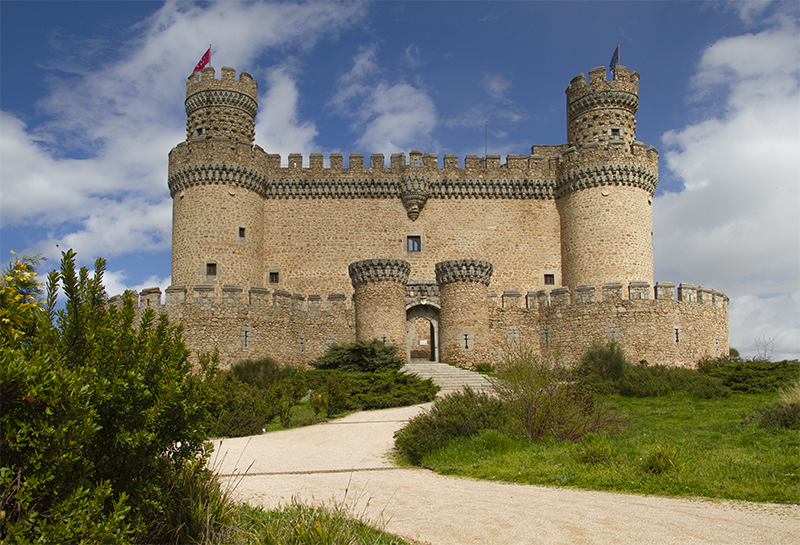
Castillo de los Mendoza

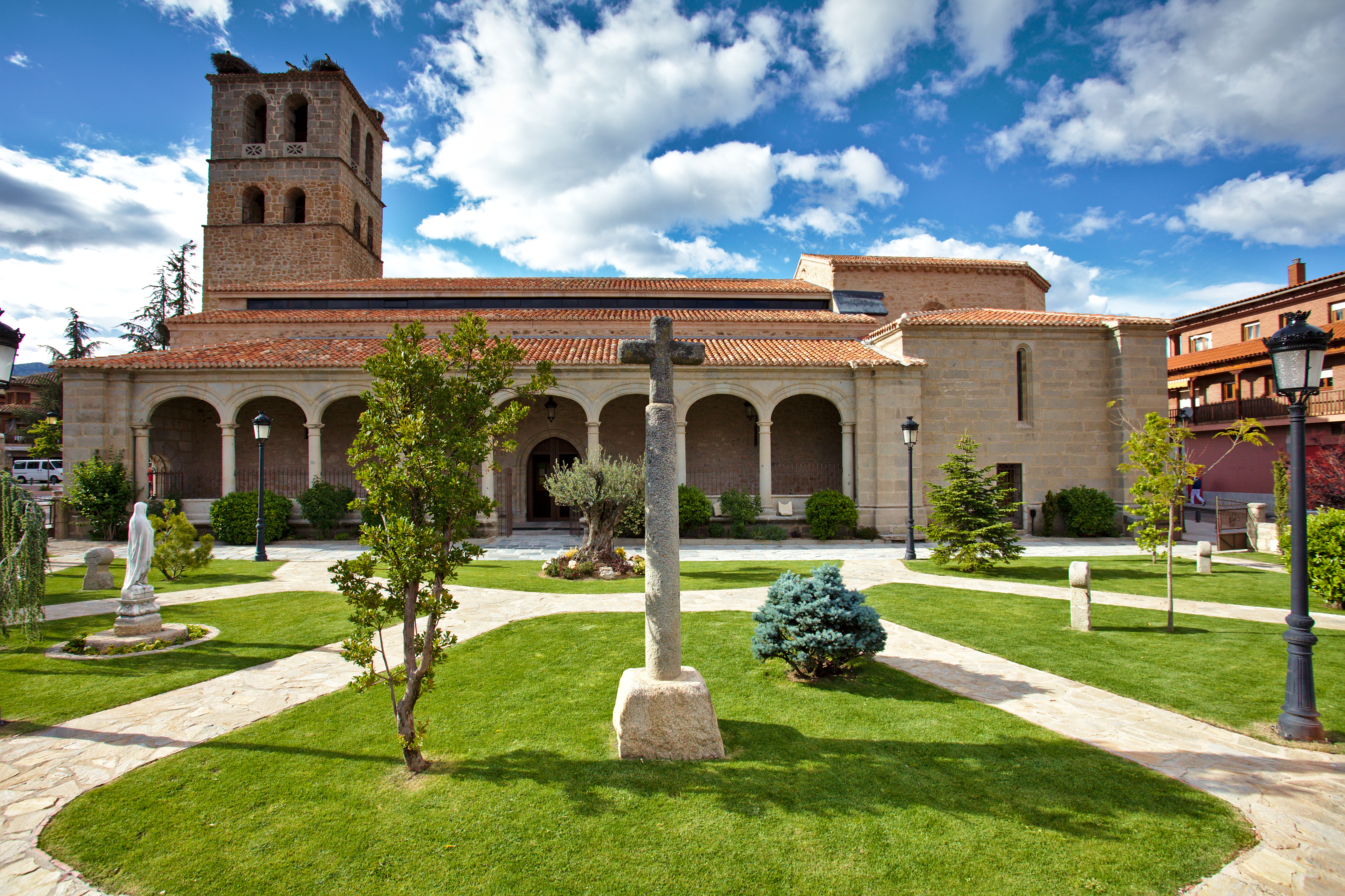
Kirche Nuestra Señora de las Nieves

Im Jahr 1987 wurden in La Pedriza bronzezeitliche Höhlenmalereien gefunden, die auf die Zeit zwischen 1400 und 1200 v. Chr. datiert werden. Sowohl aus keltischer als auch aus römischer und islamischer Zeit fehlen bislang archäologisch verwertbare Zeugnisse. Im 10. Jahrhundert und insbesondere nach der Rückeroberung (reconquista) Toledos (1085) wurde die Gegend von Christen aus dem Norden, aber auch aus dem Süden der Iberischen Halbinsel (mudéjares) wiederbesiedelt. Zwischen den Neusiedlern kam es zu Konflikten, die erst gelöst wurden, als König Alfons X. das Gebiet und weitere strittige Gemeinden der Krone einverleibte und es El Real de Manzanares nannte. Ende des 14. Jahrhunderts übergab Juan I. das Gebiet an Don Pedro González de Mendoza und im 15. und 16. Jahrhunderten erlebte El Real de Manzanares seine glanzvollste Zeit.
Manzanares ist die Wiege der Madrilenischen Autonomie, denn im Jahr 1982 fand in der Burg von Manzanares der Gründungsakt der Autonomen Gemeinschaft Madrid statt.

## Sehenswürdigkeiten
- Die markante, um das Jahr 1475 erbaute Burg (Castillo de Manzanares) steht über einer romanisch-mudéjarischen Eremitage (ermita), die heute noch zu besichtigen ist. Das Ensemble mit großen Bogenfenstern besteht aus einem rechteckigen Innenhof und zwei Galerien auf achteckigen Säulen. Das Hauptgebäude hat vier mit Kugeln geschmückte Türme an den Außenecken in isabellinischen Stil. Im Schloss befindet sich ein Museum der Spanischen Schlösser und eine Teppich-Sammlung.
- Eine erste Kirche mit Namen Nuestra Señora de las Nieves wurde wahrscheinlich Anfang des 14. Jahrhunderts unter dem ersten Marquis von Santillana erbaut. Wohl gegen Ende des 15. oder Anfang des 16. Jahrhunderts wurde sie umgebaut und der Säulengang (portico oder gallería porticada) von der Nordseite auf die Südseite verlegt.

## Sonstiges
In der Burg von Manzanares wurden zahlreiche Filme gedreht, darunter El Cid Campeador, Jeromín, Alexander der Große (1956) (USA, E 1956), Der Untergang des Römischen Reiches (USA 1964) und La Rana verde.